# 横浜舞岡病院
横浜舞岡病院（よこはままいおかびょういん、英語: Yokohama Maioka Hospital）は、横浜市戸塚区舞岡町にある精神科病院。正式名称は医療法人積愛会横浜舞岡病院である。開放病棟、閉鎖病棟、デイケア設備を有し、精神科病院として病床数は大規模である。

## 沿革
1956年（昭和31年）に設立を認可された医療法人積愛会が1957年（昭和32年）4月8日に神奈川県立芹香病院勤務の事務職員が所有する土地を利用して開設した。設立当初の許可病床数は50床であったが、15年で5度の増築を繰り返して1971年（昭和46年）には許可病床数378床となった。その後15年ほどは増築が行われなかったが、1989年（平成元年）に最後の増築を行い504床に、さらに2度の改築を行って2011年（平成23年）には600床の大規模病院となった。
高齢者福祉にも力を入れており、1995年（平成7年）に老人性痴呆疾患療養病棟を開設。2008年（平成20年）には介護老人保健施設「千の星・よこはま」（入所定員120名）を開設、その6年後の2014年（平成26年）横浜市認知症疾患医療センターの指定を受けた。

## 診療科目
- 精神科
- 神経科
- 内科

## 医療機関の指定等
- 保険医療機関[3]
- 指定自立支援医療機関（精神通院医療）[3]
- 精神保健及び精神障害者福祉に関する法律に基づく指定病院又は応急入院指定病院[3]
- 精神保健指定医の配置されている医療機関[3]
- 生活保護法指定医療機関[3]
- 難病の患者に対する医療等に関する法律に基づく指定医療機関[3]
- 横浜市認知症疾患医療センター[4]

## 交通アクセス
- JR東日本東海道本線・横須賀線「戸塚駅」下車、神奈川中央交通バス戸22系統舞岡行で終点下車、徒歩約3分[5]。
- 横浜市営地下鉄ブルーライン「舞岡駅」下車、徒歩約15分[5]。